# Јазгулемци
Јазгулемци (енгл. Yazgulamis) народ су из памирске групе иранских народа који живи у државама централне Азије, а највећи број њих тренутно живи на просторима планине Памир у Таџикистану.

## Станиште
Станиште Јазгулемаца је планина Памир, у долини ријеке Јазгулеме, десне притоке ријеке Панџ. То је уска долина од неких 100 km кренувши од сјевероисточног дијела ка југозападу. Налази се између две високе планине, Ванџ и планине Јазгулеме. Планине су покривене током целе године снегом и ледом. Већина људи живи усред долине где се налазе већа насеља: Мотравн, Будун, Андарбаг и Жамак. Године 1929. године у долини је било 11 села. Област административно припада ванџијевом округу Горно-Бадахшан аутономног региона у Таџикистану. Један број Јазгулемаца такође живи у долини Ваханаца (Кујбишев Дистрикт). На ове просторе су се настанили када су села изнад Џамака била испражњена.
Постојбина Јазгулемаца је одсјечена од других шугнанских народа. Десна обала ријеке Панџ је готово непроходна. Комуникација са становницима долине Ванџ се одвијала преко Џамаха. Од 1937. године пут Велики Памир повезује долину Јазгулемаца са главним центрима, као што су Чорог и Душанбе, главни град Таџикистана. Чорог има и ваздушну службу за повезивање са остатком свијета.

## Становништво
На попису становништва из 1926. године, Јазгулемци нису бележени засебно. Према другим статистичким подацима из истог периода, број људи који говоре јазгулемски језик био је 1.900, 1939. године био је 2.200 и 1940. године око 2.000.
| Година | Број становништва |
| ------ | ----------------- |
| 1926.  | 1 900             |
| 1939.  | 2 200             |
| 1940.  | 2 000             |
| 1959.  | -----             |

## Језик
Јазгулемски језик припада сјеверној групи памирских језика који чине део иранске групе индоевропске породице језика. Поред јазгулемског језика, сјеверним памирским језицима такође припадају: шугно-рушански језици - шугнански језик, рушански језик, бартангски језик, орошорски језик и хуфски језик којима се говори на западном Памиру, као и сариколски језик којим се говори у Кини.
Због њихове изолације, Европљани већ дуже вријеме нису знали ништа о Јазгулемцима. Њихов језик је први пут забиљежен у књизи руског путника Г. Арандаренка (1889. године). Књига садржи 34 ријечи јазгулемског језика, записане у Дарвазу и Каратегину 1882. године. Системско прочавање језика Јазгулемаца није почело прије 20. вијека. Године 1916. француски лингвист Роберт Гото учествовао је у експедицији до Памира. Као резултат тога, објавио је своје „Notes sur le yazggoulami, dialecte iraniren des Confins du Pamir” (1916. године), први спис објављен у коме су записане ријечи на јазгулемском језику. У овој књизи Р. Гото покушава да утврди генеричку повезаност језика овог народа са другим иранским језицима. На пример, велики број других примјерених лингвиста - А. Грирсон, В. Ленц, Х. Сколд и И. Зарубин - су такође проучавали њихов језик.
Јазгулемски језик се састоји од два дијалекта, један од њих се више говори у планинама, а други нижим предјелима (долинама). Разлике нису значајне и ограничене су само на рјечник. Разлике у речнику се могу открити између језика који се користе у различитим селима у доњим планинама. Ванџски језик, има близак однос према јазгулемском, међутим, данас ванџски језик се више не користи. Други језици који се говоре у Памиру знатно се разликују од језика Јазгулемаца.
Године 1954. Јазгулемци се селе из високих планина у којима су били насељени, и селе се у долину Ваханаца, где живе расути међу Таџицима, Узбецима, Русима и другим етничким групама. Око 20% популације из села овог народа је присилно пресељено. Цијела замисао тог пројеката је како се наводи, побољшавање услова живота људи. Од 1959. године становништво Јазгулемаца је поново у порасту, иако је број села смањен за пола. Древна села у горњој долини су празна, али се људи постепено враћају (на примјер, у села Заич и Џамак).
У рјечнику јазгулемског језика може се видети утицај таџичког језика. Таџички је језик комуникације и писани језик за све мале етничке групе у Памиру дуго времена. У совјетском периоду његов значај се повећао: то је језик школа. Поред ријечи из таџичког језика могу се примјетити и утицај руског језика. Поједине ријечи су позајмљење ријечи које су ушле у редовну употебу. Број турских речи је мали, углавном су повезани са свакодневним животом. У академској литератури забележен је посебан „тајни код” који познају и користе Јазгулемци.

## Историја и етничка култура
Горњи дио долине гдје су настањени припадници овог народа се назива бергин, а доњи дио поитихта. У различитим дијеловима долине живе различити кланови (каунуси), што је вјероватно остатак патријархата. Према легендама, први становници долине (28 кланова) долазе из села Асхакалон у Карте гин. Касније је стигло још насељеника из авганистанског, Бадахшана, на лијевој обали реке Панџ. Ови нови насељеници окупирали су дио земље и постигли привилегован статус. Неки кланови долазили су из села Рушанаца, Бартанга и из других локалитета.
У историјским списима нема спомињања долине Јазгулемаца. Познато је да су Јазгулемци били под контролом владара Дарваза и долине Ванџ. Године 1877. Бухара је освојила планинска подручја Бадахшана, па су Јазгулемци пали у подређени положај према Бухарским емиратима. Као и људи из села Ванџ, припадници овог народа су примили ислам, (Сунити). Преузимањем ислама их приближава и спаја по вјерској основи са Таџицима, за разлику од осталих народа Памира, који практикују други покрет ислама (шиити исмаилије).

### Совјетски период
Совјетска власт је успостављена 1924 − 1925. Јазгулемци су били присиљени да се придруже задругама 1932. године и колхозима 1936. године. Другачије понашање од званичних наређења није било дозвољено. До 1948. године било је седам колхоза у долини Јазгулемаца. У том периоду људи се почињу полако бавити земљорадњом и узгојом животиња. У прољеће и јесен, животиње пасу у близини села, а љети су обично пуштане на пашњаке у брдима. Обрадиво земљиште је оскудно. Парцеле су мале и није могуће користити било коју машину. Пошто је земљиште као извор прихода био несигуран, лов представља додатни извор хране, посебно лов на дивље козе. Жене Јазгулемаца су познате у целом Таџикистану по својим плетеним чарапама (џунб), обично свијетле боје.

## Економски живот
Економски живот села на различитим надморским висинама значајно варира. Како се наводи, дрва кајсија и друго воће није успјевало и зато се нису узгајали, а коњ је практично био непознат до почетка овог вијека. Земљиште је било у комуналној употреби. Патријархални систем се распао када су Совјети дошли на власт.

## Религија
Јазгулемци су муслимани (сунити) за разлику од других памирских народа, који су Исмаилије (Рушанци, Шугнанци, Ишкашимци, Ваханци). Многи пагански обичаји се и даље примећују. Дјелови људског тела и даље се користе као врста древног календара од стране Јазугулемаца, као и других народа Памира. Брачни односи међу рођацима били су прилично чести, један од разлога је избегавање откупнине.

## Писмо
Јазгулемци немају писани језик. Таџички језик се користи у школама, радио емисијама, књигама, народним песмама и приватној комуникацији. Само мала деца и старе жене су ти који користе матерњи језик.